# Ernest Villette
Pour les articles homonymes, voir Villette.
Ernest Villette, né le 23 juin 1850 à Canteleu et mort le 8 avril 1925 à Déville-lès-Rouen, est un charpentier français.

## Biographie
Jean-Baptiste Ernest Villette naît le 23 juin 1850 à Canteleu, fils d'Aimable Arnesse, graveur sur bois et de Thérèse Célina Migraine, couturière. Il est élevé par son grand-père, Alexandre Migraine, maitre charpentier à Canteleu. Il est élève à l’École professionnelle de Rouen.
Il se marie le 22 avril 1872 à Canteleu avec Céleste Albertine Platel. Un fils, Étienne, deviendra architecte, un autre fils, Ernest Auguste, sera entrepreneur de charpente.
Il est juge au tribunal de commerce de Rouen de 1900 à 1906. 
Il meurt après une longue maladie le 8 avril 1925 et est inhumé au cimetière de Canteleu.

## Distinctions
- Médaille commémorative de la guerre 1870-1871
- Officier d'académie (1896)[2]
- Médaille d'honneur des sapeurs-pompiers

## Principales réalisations
- charpente de l'usine Leroy à Déville-lès-Rouen ;
- charpente de l'usine Henri Rondeaux ;
- réfection des charpentes de l'asile de Quatre-Mares ;
- réfection des charpentes de la distillerie de Bapeaume ;
- réfection des charpentes des établissements Daliphard à Déville-lès-Rouen ;
- porte d'entrée de l'Exposition nationale et régionale de Rouen (1884) ;
- grand atelier des Chantiers de Normandie - 1893 ;
- maison normande - 1896. Présentée à l'Exposition nationale et coloniale de Rouen, elle est remontée en 1897 au no 9 avenue du Général-Leclerc à Déville-lès-Rouen ;
- presbytère de l'église Saint-Maclou, rue Eugène-Dutuit à Rouen ;
- charpente du Palais Bénédictine à Fécamp ;
- maison dit Vieux Logis, place de la Rougemare à Rouen - 1898 ;
- manoir de Saint-Victor-l'Abbaye ;
- châteaux de Saint-Pierre-de-Manneville et de Barneville ;
- installation de la cloche Jeanne-d'Arc dans la cathédrale de Rouen ;
- restauration de la maison Pierre-Corneille, 4 rue de la Pie à Rouen - 1920 (sous la direction de Georges Ruel) ;
- restauration des châteaux de Canteleu et de la Fontelaye.